# Nazionale olimpica di calcio della Siria
La nazionale olimpica siriana di calcio è la rappresentativa calcistica della Siria che rappresenta l'omonimo stato ai Giochi olimpici.

## Storia
La nazionale olimpica della Siria ha partecipato una sola volta ai giochi olimpici al posto dell'Iran nel 1980. Avvenne perché in seguito alla rivoluzione khomeinista del 1979, il calcio venne bandito dal paese iraniano in quanto "sport occidentale". Tuttavia la squadra siriana fu eliminata nella fase a gironi, dove collezionò due sconfitte contro l'Algeria per 3-0 e la Germania Est per 5-0, più un pareggio per 0-0 contro la Spagna. Con un solo punto realizzata finì ultima senza segnare nessun gol.

## Statistiche dettagliate sui tornei internazionali

### Giochi olimpici
| Anno | Luogo             | Piazzamento      | V | N | P | Gol |
| ---- | ----------------- | ---------------- | - | - | - | --- |
| 1952 | Helsinki          | Non partecipante | - | - | - | -   |
| 1956 | Melbourne         | Non partecipante | - | - | - | -   |
| 1960 | Roma              | Non partecipante | - | - | - | -   |
| 1964 | Tokyo             | Non partecipante | - | - | - | -   |
| 1968 | Città del Messico | Non partecipante | - | - | - | -   |
| 1972 | Monaco di Baviera | Non qualificata  | - | - | - | -   |
| 1976 | Montréal          | Non partecipante | - | - | - | -   |
| 1980 | Mosca             | Primo turno      | 0 | 1 | 2 | 0:8 |
| 1984 | Los Angeles       | Non qualificata  | - | - | - | -   |
| 1988 | Seul              | Non qualificata  | - | - | - | -   |
| 1992 | Barcellona        | Non qualificata  | - | - | - | -   |
| 1996 | Atlanta           | Non qualificata  | - | - | - | -   |
| 2000 | Sydney            | Non qualificata  | - | - | - | -   |
| 2004 | Atene             | Non qualificata  | - | - | - | -   |
| 2008 | Pechino           | Non qualificata  | - | - | - | -   |
| 2012 | Londra            | Non qualificata  | - | - | - | -   |
| 2016 | Rio de Janeiro    | Non qualificata  | - | - | - | -   |
| 2020 | Tokyo             | Non qualificata  | - | - | - | -   |
| 2024 | Parigi            |                  | - | - | - | -   |